# Hemipenthes inops
Hemipenthes inops är en tvåvingeart som först beskrevs av Daniel William Coquillett 1887.  Hemipenthes inops ingår i släktet Hemipenthes och familjen svävflugor. Inga underarter finns listade i Catalogue of Life.